# Плагге, Людвиг
Людвиг Плагге (нем. Ludwig Plagge; 13 января 1910, Ландесберген, Германская империя — 24 января 1948, Краков, ПНР) — обершарфюрер СС в концлагере Освенцим и осуждённый военный преступник.

## Биография
Людвиг Плагге родился 13 января 1910 года. По профессии был агрономом. 1 декабря 1931 года вступил в НСДАП (билет № 770278), а в 1934 году — в СС (№ 270620). Плагге был женат, в 1943 году у него родилась дочь. После службы в концлагере Эстервеген с 1939 по 1940 год проходил учебный курс в составе отрядов «Мёртвая голова» в концлагере Заксенхаузен. В июле 1940 году был переведён в качестве охранника в недавно созданный концлагерь Освенцим, где изначально занимал должность блокфюрера, а позже коммандофюрера. Какое-то время работал в политическом отделе лагеря. В качестве блокфюрера блока 11 в 1941 году участвовал в пробном испытании газа Циклон Б, в ходе которого были убиты советские военнопленные.
С 1942 году служил в лагере смерти Биркенау, где с 1943 года был раппортфюрером в цыганском лагере. После октября 1943 года служил в концлагере Майданек, который тоже был лагерем смерти. В 1944 году был переведён в концлагерь Флоссенбюрг, где до конца войны был начальником филиала лагеря Колозеум в Регенсбурге.
10 мая 1945 года был арестован и в начале марта 1947 года экстрадирован в Польшу. Плагге предстал перед Верховным национальным трибуналом и на Первом освенцимском процессе 22 декабря 1947 года был приговорён к смертной казни через повешение. 24 января 1948 года приговор был приведён в исполнение.